# Luke Messer
Pour les articles homonymes, voir Messer.
Allen Lucas Messer, dit Luke Messer, né le 27 février 1969 à Evansville (Indiana), est un homme politique américain, membre du Parti républicain et élu du sixième district congressionnel de l'Indiana à la Chambre des représentants des États-Unis de 2013 à 2019.

## Biographie
Après des études au Wabash College (en) et à l'université Vanderbilt, Luke Messer devient avocat. À la fin des années 1990, il travaille pour plusieurs élus républicains de la Chambre des représentants des États-Unis.
Il est candidat au Congrès des États-Unis en 2000, mais il est battu lors de la primaire républicaine par Mike Pence. Il devient alors directeur exécutif du Parti républicain de l'Indiana, poste qu'il occupe de 2001 à 2005. En 2003, il est nommé à la Chambre des représentants de l'Indiana. Il y devient membre de la direction républicaine. Il n'est pas candidat à un nouveau mandat en 2006.
À nouveau candidat à la Chambre des représentants en 2010, Messer échoue de deux points dans le 5e district face au républicain sortant Dan Burton. Messer est finalement élu représentant des États-Unis en 2012 avec 59,1 % des voix face au démocrate Bradley Bookout (35,1 %) et au libertarien Rex Bell (5,8 %) ; dans le 6e district il succède à Mike Pence. Il est réélu avec 65,9 % des suffrages en 2014 et prend la tête du House Republican Policy Committee (en), cinquième poste dans la hiérarchie républicaine à la Chambre. Il est remporte un troisième mandat en novembre 2016.
Messer abandonne son siège de représentant pour se présenter aux élections sénatoriales de 2018 face au démocrate Joe Donnelly. Lors des primaires républicaines, Messer et son collègue Todd Rokita passent plusieurs mois à dépenser des millions de dollars pour se critiquer l'un et l'autre. Leur inimitié remonterait à leurs études au Wabash College, trente ans plus tôt. Un troisième candidat, l'homme d'affaires Mike Braun les critique pour être des politiciens professionnels indifférenciables. Braun remporte finalement la primaire avec 41 % des suffrages tandis que Messer et Rokita finissent autour de 30 %.